# Кубок світу з біатлону 2012—2013 — етап 2
Другий етап Кубка світу з біатлону 2012—13 відбудеться в Гохфільцені, Австрія, з 5 по 9 грудня 2012 року. У програмі етапу заплановано проведення 6 гонок: спринту та гонки переслідування у чоловіків та жінок, а також чоловічої та жіночої естафет.

## Гонки
Розклад гонок наведено нижче.
| Дата     | Час       | Гонка                            |
| -------- | --------- | -------------------------------- |
| 7 грудня | 11:30 CET | Чоловіки, спринт 10 км           |
| 7 грудня | 14:30 CET | Жінки, спринт 7,5 км             |
| 8 грудня | 12:45 CET | Чоловіки, переслідування 12,5 км |
| 8 грудня | 15:00 CET | Жінки, переслідування 10 км      |
| 9 грудня | 11:15 CET | Чоловіки, естафета 4x7,5 км      |
| 9 грудня | 14:30 CET | Жінки, естафета 4x6 км           |

## Чоловіки

### Спринт
Починаючи з вівторка в Гохфільцені практично не припиняючись ішов сніг, однак перед початком спринтерської чоловічої гонки крізь хмари почали просочуватися перші промені сонця. Велика частина фаворитів змагання стартувала ближче до кінця гонки, сподіваючись на більш сприятливі погодні умови.
На початку змагання лідерство захопили австрійські спортсмени - Сімон Едер, Домінік Ландертінгер та Фрідріх Пінтер безпомилково відстріляли з положення лежачи. Стартувавши в червоній майці Жан-Філіпп Леґеллек ні в чому їм не поступався. На «стійці» з усіх членів збірної Австрії лише Едер вдалося відстріляти чисто, а Ландертінгер і Пінтер допустили два і один промах відповідно. Канадський спортсмен також не закрив одну мішень. Потім лідерство в гонці перейшло до Андреаса Бірнбахер, який швидко пройшов дистанцію і закрив усі мішені на обох вогневих рубежах. Росіянин Устюгов не відставав від Брнбахера, точно відстрілявши з положення лежачи. При стрільбі стоячи Євгену знову вдалося закрити усі мішені, однак на трасі він не зміг обійти Бірнбахер, і в результаті посів п'ятий рядок підсумкового протоколу, пропустивши вперед Пінтера. Яков Фак чисто відстріляв лежачи, але допустив один промах при стрільбі з положення стоячи, тому вже не міг на рівних змагатися з Бірнбахером.
Отже у сьогоднішній гонці Анді Бірнбахер вперше в цьому сезоні піднявся на вищий щабель п'єдесталу пошани, вигравши спринтерську гонку в Гохфільцені. Німецький біатлоніст зміг закрити всі мішені і пройшов дистанцію за 25:31.1. Другий результат у гонці показав француз Мартен Фуркад, який допустив один промах і поступився переможцеві всього чотирма десятами секунди. Третім з один промахом і відставанням в 13.7 секунди став біатлоніст збірної Словенії Яков Фак. Четверте місце в перегонах зайняв австрієць Фрідріх Пінтер, який також не вразив одну мішень і поступився лідеру 24.7 секунди. П'яту і шосту стрічки підсумкового протоколу зайняли російські біатлоністи, які показали на стрільбищі стовідсотковий результат - Євген Устюгов (26.1 секунди) та Андрій Маковєєв (27.1 секунди).
Досить добре гонка вдалася Сергію Семенову. Наймолодший з представників основи збірної України сповна реабілітувався за невдалий етап в Естерсунді. Він бездоганно відпрацював на вогневих рубежах, а швидкість на дистанції дозволила відіграти кілька позицій на останньому колі і фінішувати 13-м. Та й уся наша команда в цілому виглядала трохи краще, ніж тиждень тому в Швеції. Хоча крім Семенова лише Артему Примі вдалося фінішувати в очковій зоні.
У Кубку націй відбулася зміна лідера - тепер попереду інших збірних йдуть росіяни. Команда України за підсумками спринту пропустила вперед чехів і зараз розташувалася на восьмому місці.

### Переслідування
У сьогоднішній гонці Мартен Фуркад і Андреас Бірнбахер стартували в числі перших і повністю контролювали ситуацію, зберігаючи великий відрив від Фака. Всі троє пройшли перший вогневий рубіж без промахів. Ситуація зберігалася до другого вогневого рубежу, де при стрільбі лежачи і Фуркад, і Бірнбахер допустили промахи. Фак закрив усі мішені і вийшов у лідери. До моменту виходу на третій вогневий рубіж словенець вів з відривом у 16 секунд від трійки переслідувачів: росіян Шипуліна, Малишка і Маковеева. На першій «стійці» Фак допустив один промах, а Бірнбахер і Шипулін закрили всі мішені і вийшли із стрільбища першими, відірвавшись від Фака і Малишка на 6 секунд. На останньому вогневому рубежі Бірнбахер і Фак промахнулися по разу, а Шипулін - двічі. Фак і Бірнбахер вийшли на останнє коло практично пліч-о-пліч, хоча словенцю вдалося випередити німця на півметра. У той же час Малишко та Фуркад підбиралися до них усе ближче. За 800 метрів до фінішу розрив між ними скоротився до однієї секунди.
Таким чином у запеклій боротьбі сьогоднішню гонку виграв словенець Яків Фак, посівши вперше в кар'єрі перше місце на етапі Кубка світу. Росіянин Дмитро Малишко, який допустив один промах, відстав від лідера на 0,9 с. Третім з відставанням 8,6 с і трьома промахами фінішував француз Мартен Фуркад. Четверте місце відійшло шведу Фредріку Ліндстрем, що зумів значно просунутися вперед по ходу гонки. Він допустив один промах і фінішував з відставанням 11,3 с. П'ятим став німець Анді Бірнбахер з двома промахами і відставанням 15,1 с. Ще один росіянин, Антон Шипулін, замкнув шістку лідерів з двома промахами і відставанням 35,8 с.
Для наших хлопців гонка склалася неоднозначно. Поліпшити своє місце в порівнянні зі стартом зумів лише Андрій Дериземля, який піднявся в очкову зону з 43-ї позиції. Сергій Семенов виявився вище, але на своє 30-е місце він опустився з 13-го.

### Естафета
Безвітряний зимовий день, чисте блакитне небо - сьогодні в Гохфільцені була прекрасна погода, щоб прийти на стадіон і на власні очі поспостерігати за ходом естафети. У гонці стартували 25 команд. Перший етап естафети не виявив явних фаворитів, проте дозволив лідируючій групі трохи відірватися від переслідувачів. На першу передачу естафети лідери прийшли в такій послідовності - Росія, Німеччина, Чехія. Збірним Німеччини, Норвегії та Франції, яка замкнула шістку найкращих не довелося використовувати додаткових патронів. За французів на першому етапі естафети біг олімпійський чемпіон у спринті Венсан Же, для якого ця гонка стала останньою в його спортивній кар'єрі. Же був бездоганний на стрільбищі і передав естафету своєму товаришеві по команді Жану-Гійому Беатріксу через 11.7 секунди після росіян.
На другому етапі естафети ситуація змінилася: норвежець Уле-Ейнар Б'єрндален відмінно пройшов дистанцію і вивів свою команду вперед, випередивши збірні Чехії та Франції. Росія йшла на п'ятому місці, поступаючись лідерам 41 секунду, після того як Маковееву при стрільбі стоячи довелося тричі дозаряджати гвинтівку.
Норвежці зберегли свої позиції і на третьому етапі естафети, в той час як Франція вийшла на друге місце, поступаючись після стрільби з положення лежачи 20 секунд. Ветле Крістіансен, який біг на цьому етапі за збірну Норвегії, чисто відстріляв стоячи і пішов зі стрільбища, перш ніж француз Алексі Беф почав стрільбу. У підсумку Беф закрив усі мішені з використанням одного додаткового патрона, однак втратив при цьому 12 секунд. Росіянину Євгену Устюгову, який ішов на третьому місці, навпаки, вдалося скоротити відставання від французів.
Генрік л'Абе-Лунд, який біг на заключному етапі естафети, пішов на трасу з перевагою в 47 секунд над французом Мартеном Фуркадом. Росіянин Дмитро Малишко займав третю позицію. На першій стрільбі молодий норвежець закрив усі мішені, Фуркаду знадобився один додатковий патрон, Малишку два. Таким чином, ніяких істотних змін не відбулося, за винятком того, що тепер відрив норвежців склав уже 44 секунди. На наступному вогневому рубежі Л'Абе-Лунд знову вразив всі мішені. Те ж саме зробив і Фуркад, проте перевага норвежців у 32 секунди була занадто істотною, щоб навіть швидкому французу вдалося її скоротити. Малишку довелося скористатися двома додатковими патронам, проте він зміг зберегти за собою третє місце.

### Призери
| Гонка:                                                                | Золото:                                                                                       | Час                                           | Срібло:                                                       | Час                                                       | Бронза:                                                          | Час                                                       |
| Спринт 10 км Протокол                                                 | Андреас Бірнбахер Німеччина                                                                   | 25:31.1 (0+0)                                 | Мартен Фуркад Франція                                         | 25:31.5 (1+0)                                             | Яков Фак Словенія                                                | 25:44.8 (0+1)                                             |
| Переслідування 12,5 км Протокол [Архівовано 11 грудня 2012 у WebCite] | Яков Фак Словенія                                                                             | 34:14.8 (0+0+1+1)                             | Дмитро Малишко Росія                                          | 34:15.7 (0+0+0+1)                                         | Мартен Фуркад Франція                                            | 34:23.4 (0+2+0+1)                                         |
| Естафета 4 x 7,5 км Протокол [Архівовано 11 грудня 2012 у WebCite]    | Норвегія Ларс Гегле Біркеланн Уле-Ейнар Б'єрндален Ветле Шостад Крістіансен Генрік л'Абе-Лунн | 1:17:55.2 (0+0) (0+0) (0+0) (0+1) (0+0) (0+0) | Франція Венсан Же Жан-Гійом Беатрікс Алексі Беф Мартен Фуркад | 1:18:29.7 (0+0) (0+0) (0+0) (0+3) (0+1) (0+1) (0+1) (0+0) | Росія Антон Шипулін Андрій Маковєєв Євген Устюгов Дмитро Малишко | 1:18:41.8 (0+1) (0+0) (0+1) (0+3) (0+0) (0+0) (0+2) (0+2) |

## Жінки

### Спринт
На відміну від чоловічого спринту, під час жіночої гонки сонце знову пішло за хмари, в результаті чого температура повітря знизилася на декілька градусів. Як і сьогодні вранці, найімовірніші призери вирішили стартувати ближче до кінця гонки. На початку змагання в лідери вирвалася польська біатлоністка Христина Палка, яка впевнено вразила всі мішені на обох вогневих рубежах.
Кайса Мякяряйнен стартувала під номером 47 і з перших же хвилин впевнено заявила про себе. Вона безпомилково відстріляла на першому вогневому рубежі, потім допустила один промах при стрільбі стоячи, а на фініші випереджала безпосередніх переслідувачку на 24.6 секунди. Наступні потенційні кандидати на перемогу в гонці - Дарія Домрачова і Андреа Генкель - вийшли на старт під номером 54 і 60. Білоруска не закрила одну мішень лежачи, проте точно відстрілялася на «стійці». Генкель не закрила дві мішені при стрільбі стоячи і загубилася десь в середині таблиці результатів.
Далі в боротьбу за перемогу в гонці вступила Тура Бергер. Незважаючи на точну стрільбу з положення лежачи, триразова переможниця гонок в Естерсунді поступалася лідерові 11 секундами, займаючи четверту позицію. Її колега по команді Сіннове Солемдаль, яка стартувала трохи раніше, змогла нагнати Бергер. Обидві спортсменки допустили по одному промаху на «стійці», однак перед заходом на штрафне коло Сулемдал випереджала більш досвідчену Бергер майже на 10 секунд. В обох дівчат був шанс на перемогу в гонці.
Отже у запеклій боротьбі перемогу в гонці здобула білоруска Дарія Домрачева. Завдяки стрімкому фінального колу, вона на 4.7 секунди обійшла фінку Кайсу Мякяряйнен. Третє місце посіла норвежка Тура Бергер, яка поступилася переможниці 12.9 секунди. Всі три спортсменки допустили на стрільбищі по одному промаху. У кроці від п'єдесталу пошани зупинилася ще одна норвежка, Сіннове Сулемдаль, яка також не закрила одну мішень і поступилася лідеру гонки 15.5 секунди. Замкнули шістку найкращих дві біатлоністки збірної Польщі - Христина Палка і Магдалена Гвіздон.
Дуже хорошу гонку провели українські спортсменки. Віта Семеренко, нарешті, перервала низку фінішів за межами двадцятки найсильніших, і сьогодні стала 11-й! Недалеко від неї відстала Юлія Джима 15-й результат якої - теж чимале досягнення. Нарешті, замкнути двадцятки найсильніших вдалося Олені Підгрушній - капітану команди більш високий результат перешкодила показати невдала стрільба лежачи. Дві інші наші дівчини, Наталія Бурдига та Валя Семеренко, також заробили кубкові очки.

### Переслідування
Під час жіночої гонки погодні умови не відрізнялися від тих, при яких довелося змагатися чоловікам: небо було затягнуте хмарами, йшов легкий сніг. Домрачова і Мякяряйнен лідирували до першого вогневого рубежу, на якому фінка, а також відставша від неї на 13 секунд Тура Бергер закрили всі мішені і очолили гонку. Домрачева допустила два промахи і відстала. На другій стрільбі Мякяряйнен знову закрила всі мішені, а Бергер промахнулася один раз. Тепер на другому місці з відставанням від лідера 45 секунд йшла Сулемдал, третьою була Марі Дорен Абер, яка пройшла обидві стрільби без промахів. На третьому вогневому рубежі при стрільбі стоячи Мякяряйнен не закрила дві мішені, а Сулемдаль відстріляла чисто і обійшла фінку на 8 секунд, вирвавшись у лідери. Третьою з відставанням 18 секунд як і раніше йшла Дорін-Абер, яка тим не менш закрила всі мішені. Домрачева вдруге поспіль не допустила жодного промаху і вибилася на п'яте місце з відставанням 23 секунди.
Мякяряйнен швидко скоротила відставання, і на останній вогневий рубіж фінка і юна норвежка вийшли разом. Сулемдал спокійно вразила всі мішені, Мякяряйнен промахнулася двічі, Домрачева - один раз; Бергер повторила результат співвітчизниці і вийшла із стрільбища другою.
Отже Сюнневе Сулемдаль вперше в кар'єрі здобула перемогу на етапі Кубка світу. Вона прийшла першою на фініш в сьогоднішній гонці переслідування з одним промахом і результатом 31:13,4. Другою стала її колега по команді Тура Бергер з двома промахами і відставанням 30,2 с. Третє місце посіла Кайса Мякяряйнен з чотирма промахами і відставанням 33,3 с. Словенка Тея Грегорін закінчила гонку на четвертому місці з відставанням 38,4 с і одним промахом, випередивши Дарію Домрачева з трьома промахами і відставанням від лідера 39,6 с. Німкеня Міріам Гесснер показала свій найкращий результат в сезоні, фінішувавши на шостому місці з чотирма промахами і відставанням 59,4 с.
Непогану гонку провели наші біатлоністки. Віта Семеренко й Олена Підгрушна допустили лише по одному промаху, і поліпшили свої стартові позиції. Олена і зовсім піднялася на вісім місць, причому в черговий раз вона порадувала останнім колом, не тільки не пустивши вперед швидкісну Анастасію Кузьміну, але ще і відігравши одне місце.

### Естафета
До початку жіночої естафетної гонки, в якій взяли участь 22 команди, небо над Гохфільценом почало затягуватися хмарами. Після першого етапу естафети в лідери вирвалася команда Франції. Однак на другому етапі росіянка Ольга Зайцева вивела свою команду вперед, при цьому друге місце з перемінним успіхом займали команди Норвегії та Франції. Третій етап естафети став вирішальним для результату змагання: Катерині Шуміловій на стійці довелося тричі перезаряджати гвинтівку, що дало можливість молодій норвежці Гільде Фенне вийти на перше місце. В принципі, це і вирішило результат гонки, так як на останньому етапі естафети за Норвегію бігла надійна Тура Бергер. Завдяки точній стрільбі лежачи Бергер збільшила свій відрив від росіянки Ольги Вілухіної і німкені Андреа Генкель до 35 секунд.
На останній стрільбі з положення стоячи Бергер закрила перші чотири мішені і не потрапила по п'ятій, але швидко виправила свою помилку за допомогою додаткового патрона. Вілухіна з першої спроби вразила всі п'ять мішеней і пішла зі стрільбища одночасно з українкою, випереджаючи німкень на 10 секунд. Отже, на останніх двох кілометрах дистанції розгорнулася напружена боротьба за друге і третє призові місця. Українці Олені Підгрушній вдалося відірватися від Вілухіної, що і визначило місця команд на п'єдесталі пошани. Четверте місце зайняли німецькі біатлоністки, які поступилися норвежка 54.1 секунди. Француженкам знадобилися вісім додаткових патронів. Вони прийшли до фінішу п'ятими з відставанням у 1:17.8. У шістку найкращих також потрапила збірна Польщі, якій довелося проходити одне штрафне коло. Спортсменки команди використали сім додаткових патронів і поступилися переможницям 2:20.1.

### Призери
| Гонка:                                                                       | Золото:                                                       | Час                                                       | Срібло:                                                          | Час                                           | Бронза:                                                                 | Час                                           |
| Спринт 7,5 км Протокол [Архівовано 10 грудня 2012 у Wayback Machine.]        | Дарія Домрачова Білорусь                                      | 22:24.7 (1+0)                                             | Кайса Мякяряйнен Фінляндія                                       | 22:29.4 (0+1)                                 | Тура Бергер Норвегія                                                    | 22:37.6 (0+1)                                 |
| Переслідування 10 км Протокол [Архівовано 12 грудня 2012 у Wayback Machine.] | Сіннове Солемдаль Норвегія                                    | 31:13.4 (1+0+0+0)                                         | Тура Бергер Норвегія                                             | 31:43.6 (0+1+1+0)                             | Кайса Мякяряйнен Фінляндія                                              | 31:46.7 (0+0+2+2)                             |
| Естафета 4 x 6 км Протокол [Архівовано 12 грудня 2012 у Wayback Machine.]    | Норвегія Фанні Горн Сіннове Солемдаль Гілде Фенне Тура Бергер | 1:11:45.1 (0+0) (0+0) (0+1) (0+2) (0+1) (0+0) (0+0) (0+1) | Україна Віта Семеренко Валя Семеренко Юлія Джима Олена Підгрушна | 1:12:15.5 (0+0) (0+1) (0+0) (0+3) (0+0) (0+0) | Росія Катерина Глазиріна Ольга Зайцева Катерина Шумілова Ольга Вілухіна | 1:12:30.5 (0+0) (0+0) (0+0) (0+3) (0+1) (0+0) |

## Досягнення
Найкращий виступ за кар'єру
| - Ветле Шостад Крістіансен (NOR), 15 місце в спринті - Скотт Перрас (CAN), 25 місце в спринті - Сімон Детьє (FRA), 37 місце в спринті - Томас Крупчик (CZE), 56 місце в спринті та 55 місце в переслідуванні - Олексій Альмуков (AUS), 58 місце в спринті і переслідуванні - Джоель Слуф (NED), 62 місце в спринті - Діно Буткович (CRO), 98 місце в спринті | - Анна Карін Стремстедт (SWE), 12 місце в спринті - Надін Горхлер (GER), 13 місце в спринті та 10 місце в переслідуванні - Катерина Шумілова (RUS), 16 місце в спринті та 8 місце в переслідуванні - Росанна Кроуфорд (CAN), 24 місце в спринті - Елін Маттссон (SWE), 32 місце в спринті - Алексія Рунггальдьєр (ITA), 33 місце в спринті та 28 місце в переслідуванні - Мартіна Храпанова (SVK), 37 місце в спринті - Ніколь Гонтьєр (ITA), 43 місце в спринті - Аса Ліф (SWE), 61 місце в спринті - Пауліна Фіалкова (SVK), 62 місце в спринті - Йоганна Талігарм (EST), 66 місце в спринті - Стефані Попова (BUL), 84 місце в спринті - Сіннове Солемдаль (NOR), 1 місце в спринті |

Перша гонка в Кубку світу
| - Ленарт Облак (SLO), 97 місце в спринті |